# Виленский гаон
Элияху бен Шломо Залман (1720, Селец, Брестское воеводство, Великое княжество Литовское, ныне Брестская область, Белоруссия — 1797, Вильна, Российская империя; известен как Дер вилнер гоэн — Ви́ленский гао́н, Ха-гаон хе-хасид — Благочестивый гаон, Элияху Гаон, Ха-Гра — акроним ха-Гаон рабби Элияху) — раввин, каббалист и общественный деятель, один из выдающихся духовных авторитетов ортодоксального еврейства, математик. Слово «гаон» (ивр. גאון‎) в переводе с иврита означает величие, гордость; в современном иврите также гений.

## Биография
Родился в семье выдающихся раввинов, в небольшом городке Селец в окрестностях Бреста. Его дед был раввин Мойше Рибкес — автор комментариев к Шульхан Арух — «Беэр ха-Гола». С детства проявил выдающиеся способности. К трём годам знал наизусть всю письменную Тору, которую мог процитировать даже в обратном порядке. По легенде до семи лет учился у Моше Маргалита из Кейдан, автора книги «Пней Моше», затем до самой старости учился самостоятельно, так как ни один учитель не мог уже его обучать. В 18 лет женился, затем начал добровольное скитание по еврейским общинам: обычай, глубоко укоренившийся у выдающихся раввинов. Во время своих скитаний посетил такие крупнейшие центры еврейской и мировой учёности, как Берлин, Прага, Амстердам, где смог встретиться с крупнейшими раввинами и найти редчайшие рукописи.
В 1748 году поселился в Вильно и постепенно стал приобретать известность в еврейском мире как выдающийся раввин поколения. В 1755 году при тяжбе между р. Йонатаном Эйбешюцем и р. Яковом Эмденом, первый апеллировал к его мнению.
С 1760 года собрал вокруг себя выдающихся учеников, которым начал передавать часть своих знаний; в дальнейшем они развили идеи учителя, открыв иешивы и создав общины по его принципам. Среди них особенно выделялся р. Хаим из Воложина. Хотя Элияху бен Шломо Залман не занимал официальной должности раввина, тем не менее он получал жалование от общины на нужды своей семьи и иешивы. Виленский гаон резко осудил хасидское движение, зарождавшееся в этот период. Он осуждал их измену еврейской традиции и пренебрежение к людям, изучающим Тору, считающимся элитой в еврейских кругах. При попытке хасидов прийти к примирению в 1772 и 1777 годах отказался даже встретиться с делегацией крупнейших хасидских лидеров. Виленский гаон вскоре объявил против них «херем» (то есть бойкот), что частично остановило развитие хасидизма в Литве.
В 1780 году предпринял попытку эмигрировать в Эрец-Исраэль, но по непонятным причинам вернулся, когда достиг Кёнигсберга. Гаон скончался в Суккот 1797 года вскоре после введения русских войск в Литву. Был похоронен на еврейском кладбище в предместье Снипишекес (Шнипишкес) на правом берегу Вилии, напротив Замковой горы и устья Вильни. Кладбище было закрыто в 1930 году, а в 1949—1950 годах — ликвидировано. Тело было перенесено в склеп на новое еврейское кладбище в Шяшкине. В склепе гаона перезахоронены также останки его жены и сына и, кроме того, прах графа Валентина Потоцкого (Гер-Цедека), принявшего иудаизм и сожжённого за отпадение от христианской веры в 1749 году. В склепе гаона верующие оставляют записки с просьбами к Богу. В 1831 году кладбище было закрыто царскими русскими властями и частично застроено. В 1950-х годах советские власти планировали построить на месте захоронения стадион и концертный зал. Они позволили вывезти останки Виленского гаона и перезахоронить их на новом кладбище.
Брат Виленского гаона Авраам является автором почитаемого произведения «Маалот Хатора». Его сын Авраам был также известным ученым.
Является прадедом Ильи Абрамовича Ефрона, основателя издательского дома «Брокгауз и Ефрон». Одним из его потомков является Биньямин Нетаньяху.

## Общественное влияние
Воззрения Виленского гаона легли в основу современного иудаизма. Его ученики создали современную систему еврейского образования. Виленский гаон внёс изменения и поправки в ашкеназский молитвенник. Велика его роль в плане отношения к изменениям традиций; рав Элияху выступал за полное подчинение законам Шулхан Арух. Во всех диспутах, которые велись за эти 250 лет против хасидизма, всегда апеллировали к взглядам и деятельности гаона. Велико влияние гаона и на возвращение евреев в землю Израиля, когда гаон выступал как первый предвестник репатриации в новое время. Он послал своих учеников с семьями в Эрец Исраэль, и их потомки составили основное ядро еврейских жителей Иерусалима XIX века, ещё до начала современного движения евреев за возвращение в землю своих предков. Гаона считают своим отцом-основателем и религиозные сионисты.

## Ученики
- Хаим из Воложина
- Гилель из Шклова[англ.]
- Менахем Мендель из Шклова
- Менаше из Илии

## Книги
- Эвен Шлема — Совершенная мера
- «Агахот Агра» — глоссы к Вавилонскому Талмуду
- Комментарии к «Шулхан Аруху»
- «Эйль а-Мешулаш» — известный учебник по тригонометрии.

## Память
- Имя гаона носят Государственный еврейский музей и одна из улиц (улица Гаоно; лит. Gaono gatvė) в Вильнюсе.
- В честь гаона названы улицы А-гаон ми-Вильна (ивр. הגאון מוילנה‎) и АГРА (ивр. הגר"א‎, аббревиатура имени гаона на иврите) в различных городах Израиля.
- Литовский парламент объявил 2020 год Годом Виленского Гаона и литовской еврейской истории[12].

Брат Виленского Гаона Авраам является автором почитаемого произведения «Маалот Хатора». Его сын Авраам был также известным учёным.
Памятник гаону Элияху в Вильнюсе подвергается осквернению со стороны местных националистов: летом 2020 года памятник дважды обливали краской.